# Theodora av Trapezunt
Theodora av Trapezunt, född okänt år (före 1253), död efter 1285, var regerande kejsarinna av Trapezunt från 1284 till 1285. Hon var dotter till kejsar Manuel I och Rusudani av Georgien. 
Theodora tog makten år 1284 genom att med hjälp av kung David IV av Immerati störta sin halvbror Johan II av Trabzon i en statskupp. Hon hann under sin korta regeringstid prägla sina egna mynt. Året efter maktövertagnadet lyckades Johan II återta sin tron. Theodora var nunna, antingen före eller efter sin tid som regent. 